# Haploembia neosolieri
Haploembia neosolieri is een insectensoort uit de familie Oligotomidae, die tot de orde webspinners (Embioptera) behoort. De soort komt voor in Mexico.
Haploembia neosolieri is voor het eerst wetenschappelijk beschreven door Mariño & Márquez in 1983.